# Josef Wenger
Josef Wenger (17. září 1840 – 11. ledna 1903 Schörfling am Attersee) byl rakouský politik německé národnosti, v 2. polovině 19. století poslanec Říšské rady z Horních Rakous.

## Biografie
Profesí byl majitelem mlýna a pily v Oberachmannu. V roce 1872 založil sbor dobrovolných hasičů a okrašlovací spolek v Schörfling am Attersee. Byl jmenován čestným občanem a roku 1890 mu císař udělil Zlatý záslužný kříž.
Od roku 1878 do roku 1895 zasedal na Hornorakouském zemském sněmu.
Působil i jako poslanec Říšské rady (celostátního parlamentu Předlitavska), kam usedl ve volbách roku 1885 za kurii venkovských obcí v Horních Rakousích, obvod Wels, Vöcklabruck atd. Mandát obhájil ve volbách roku 1891, volbách roku 1897 a volbách roku 1901. Poslancem byl do své smrti roku 1903. Pak místo něj do parlamentu usedl Alfred Ebenhoch. Ve volebním období 1885–1891 se uvádí jako Josef Wenger, majitel mlýna a pily, bytem Schörfling am Attersee.
Na Říšské radě patřil po volbách roku 1885 do poslaneckého Liechtensteinova klubu. Po volbách roku 1891 patřil do Hohenwartova klubu (tzv. Strana práva). V únoru 1896 se na Říšské radě uvádí mezi členy nové poslanecké frakce Katolické lidové strany. Jako její zástupce je uváděn i roku 1897.
Zemřel náhle v lednu 1903.